# Punta Cocalito
Punta Cocalito es un accidente geográfico ubicado en el extremo sureste del distrito de Chepigana en el provincia de Darién en Panamá, en la frontera con Colombia. Su ubicación marca un punto de referencia en dicha frontera, que se inicia desde un punto equidistante entre esta punta y Punta Ardita en Colombia.
Su nombre proviene de los cocales o palmeras de coco que abundan en la zona. Existe un caserío de 50 habitantes, en su mayoría pertenecientes a la etnia emberá.